# Dee Shipman
Dee Shipman was een Britse zangeres, actrice en songwriter, die heeft samengewerkt met Charles Aznavour en Petula Clark, met wie ze de West End musical Someone Like You (1990) schreef.

## Biografie

### Als actrice en zangeres
Dee Shipman begon haar professionele carrière als actrice en zangeres zowel in het theater als op televisie, waar ze verscheen in series als The Avengers (Propellant 23) en Emergency - Ward 10. Ze ging vervolgens voor een zeer succesvolle carrière in de radio, inclusief het mede-presenteren van de wekelijkse serie Teen Scene voor de BBC en met de twee eigen series Ready Steady Radio en Kids Like Us voor Radio Luxembourg. Tijdens deze periode tekende Shipman bij Decca Records en bracht ze de klassieker Comin' Home Baby! van Mel Tormé uit. Dee schreef ook voor het tijdschrift Pop Weekly, waarin ze haar eigen wekelijkse column had.
Als zangeres nam Shipman een lp op met twaalf nummers, die werd geproduceerd door Norman Newell. Het album bevatte evergreen-standards als What Do You Do the Rest of Your Life?, The Way You Look Tonight en One Hand, One Heart en werd uiteindelijk uitgebracht in juli 2008 bij Stage Door Records. Met het nummer She Isn't Me wordt het album afgesloten met een nieuwe opname van Dee Shipman en Roger Webbs musical Emma.
Shipman heeft verschillende films gemaakt, waaronder de hoofdrol als mevrouw Burke in de film Burke And Hare uit 1972 naast Harry Andrews en Derren Nesbitt, die Shipman omschreef als 'betoverend nee! cultuur nee! Maar leuk? JA!'

### Als songwriter
Ze begon aanvankelijk met het schrijven van teksten, toen ze begon aan haar samenwerking als songwriter met componist Roger Webb. Hun aanzienlijke rendement was het schrijven van Sad Song Lady voor Blossom Dearie, The Rainbow Bridge voor Danny Williams en Making It By Myself voor de musical Carte Blanche van Kenneth Tynan en Clifford Williams in het Phoenix Theatre in Londen. De show werd niet goed beoordeeld, maar het nummer kreeg lovende kritieken. Shipman en Webb componeerden ook muziek en teksten voor de drie muzikale concepten A Kid For Two Farthings (gebaseerd op de film uit 1955 van het moderne klassieke verhaal van Wolf Mankowitz) en The Last Touring Love Show en Emma (gebaseerd op het leven van Emma Hamilton).
Shipman ging verder met het schrijven van liedjes met Marc Wilkinson (voor de naaktrecensie Carte Blanche, 1976), Werner Becker, George Garvarentz, Albert Van Dam, Ralph Lewin en Herbert Chappell.

### Samenwerking met Charles Aznavour en Petula Clark
In 1976 begon Shipman een zeer belangrijke samenwerking met Charles Aznavour. Hun songwriting produceerde samen de Aznavour-favoriet Pretty Shitty Days, evenals A Very Private Christmas en You Make Me Hungry For Your Loving en vele anderen. Het was Aznavour die Shipman aan Petula Clark introduceerde. Shipman en Clark schreven hun eerste lied samen in 1978 en waren sindsdien vriendinnen en partners. Het Clark/Shipman-partnerschap produceerde de oorspronkelijke toneelmusical Someone Like You die door het Verenigd Koninkrijk toerde en in 1990 naar het West End overging. Shipman en Clark hebben ook meer dan 50 nummers samen geschreven voor de commerciële albums en singles van Clark plus hun tweede onvolledige musical Zola, gebaseerd op het leven van Émile Zola. Twee nummers van de soundtrack zijn te horen op de cd In Her Own Write, uitgebracht door Sepia Records in 2007.
In 1989, terwijl ze doorging met het schrijven van alle Engelse teksten van Aznavour en ook werkte aan twee musicals met Clark, schreef Shipman het script en produceerde ze het tv-docudrama Petain, waarin ze het leven van Philippe Pétain in kaart bracht. In de film speelde Harry Andrews als Pétain in zijn laatste filmrol. (Delen van de soundtrack van de film, gecomponeerd door Clark, zijn te horen op In Her Own Write.)
Aznavour en Shipman bedachten en schreven samen ook de liedjes voor een muzikale workshop van Molly Blooms Soliloquy van James Joyce's Ulysses, die op het Edinburgh International Festival werd uitgevoerd door Eartha Kitt.
Charles Aznavours musical Lautrec, met Engelse teksten van Shipman, ging in maart 2000 in première in het Theatre Royal in Plymouth, voordat hij werd overgebracht naar het Shaftesbury Theatre in Londen.

## NLP
Shipman was een NLP (neurolinguïstisch programmeren) mastercoach, trainer en master-beoefenaar en was een partner met Paul Jacobs in New Oceans. Samen gaven ze regelmatig life-, business-, education-, coaching- en performing & creative arts-trainingen, workshops en seminaries en waren ze ook uiterst succesvolle lifecoaches. In 2006 schreven Shipman en Wes McGhee samen de cd NLP Songs For Change, een unieke muzikale introductie tot de tools en technieken van NLP.
Shipman heeft ook drie boeken met korte verhalen geschreven, gebaseerd op haar NLP-ervaringen: The Sunbeam Collection Vol.1, The Sunbeam Collection Vol.2, All We Are Is Our Stories. Vol.1,  All We Are …… en ook The Book Of Inspirational Parenting.